# Wild Horse (Colorado)
Pour les articles homonymes, voir Wild Horse.
 (août 2020).
Wild Horse est un village non constitué en municipalité dans le comté de Cheyenne, Colorado, États-Unis. La communauté tire son nom de Wild Horse Creek et a été créée en 1869 comme un avant-poste de cavalerie, rapidement devenu une gare ferroviaire puis une ville au milieu des années 1870. Après un pic de population et d'activités commerciales au début des années 1900, la population commence à diminuer en 1917, à la suite d'un grand incendie. 
Il y a toujours un bureau de poste à Wild Horse, fonctionnant depuis 1904 et desservant actuellement le code ZIP 80862. Il y a également une école, maintenant abandonnée, et un groupe de petites maisons plus anciennes.

## Géographie
La ville se trouve dans une grande plaine plate et désertique, le long de la County Road R. 

## Culture
Le nom de Wild Horse, Colorado est choisi pour être le siège de la United States Space Force dans la série comique Space Force, produite par Netflix. Cependant, la série n'a pas été tournée dans le village. De plus, la géographie montrée est très différente, la vraie ville de Wild Horse n'étant pas près de montagnes. 